# 999

999(구백구십구)는 998보다 크고 1000보다 작은 자연수다.

## 수학
- 가장 큰 세 자리 자연수이자, 가장 큰 세 자리 회문수다.
- 합성수로, 그 약수는 1, 3, 9, 27, 37, 111, 333, 999다. 진약수의 합은 521이므로, 999는 부족수다.
- 8번째 카프리카 수다. 앞의 카프리카 수는 703, 다음은 2223이다.

{\displaystyle 999^{2}=998001}이며, {\displaystyle 998+1=999}이므로 999는 카프리카 수다.

## 교통
- 999번 홋카이도도(일본어판): 홋카이도 이마카네정 내를 관통하는 일본의 도도.
- 시내버스 노선에서 999번을 쓰는 지역은 고양시, 평택시, 화성시 등이 있다.

## 군사
- LST-999(영어판): 제2차 세계 대전에 사용된 미국의 전차상륙함.
- U-999(영어판): 제2차 세계 대전에 사용된 나치 독일의 군용 잠수함.

## 문화유산
- 대한민국의 보물 제999호: 합천 해인사 건칠희랑대사좌상

## 방송
- 지니 TV의 ENA 플레이 채널 번호.
- B tv와 U+ TV의 가이드 채널 번호.
- LG헬로비전의 KBS 조이 채널 번호.
- B tv 케이블의 홈초이스 채널 번호.
- KT HCN의 지역방송 채널 번호.

## 기타
- 연도: 999년, 기원전 999년
- 999: 영국과 프랑스, 독일 등을 비롯한 유럽 연합 국가의 응급 전화번호.
- 999: 영국의 록 밴드.
- 대학수학능력시험 수학 영역 주관식 문제의 정답의 최댓값은 999다.